# Премія Вацлава Гавела
Премія імені Вацлава Гавела з прав людини — щорічна відзнака за видатні заслуги щодо захисту прав людини у Європі та за її межами, започаткована 2013 року Парламентської асамблеї Ради Європи спільно з Бібліотекою Вацлава Гавела та Charta 77 Foundation. Премія присвячена пам'яті Вацлава Гавела — останнього президента Чехословаччини та першого президента Чехії.
Угоду про заснування премії було підписано у Празі 25 березня 2013 року Президентом Парламентської асамблеї Ради Європи Жаном-Клодом Міньйоном, головою Бібліотеки Вацлава Гавела Мартою Смоліковою та головою Керівного комітету Charta 77 Foundation Франтішеком Янучем за участі міністра закордонних справ Чехії Карела Шварценберга. Премія Вацлава Гавела є правонаступницею Премії Парламентської асамблеї Ради Європи з прав людини, яку присуджували щодвароки, починаючи з 2007 року.
Лауреатом премії може стати особи або неурядові організації, що працюють у напрямку захисту прав людини. Кожному лауреату премії Вацлава Гавела вручається диплом, відзнака та грошова частина премії, що становить 60 тис. євро.
Першим лауреатом премії став білоруський правозахисник Олесь Біляцький.

## Лауреати
- 2013: Олесь Біляцький (Білорусь)
- 2014: Анар Маммадлі (Азербайджан)
- 2015: Людмила Алексєєва (Росія)
- 2016: Надія Мурад (Ірак)
- 2017: Мурат Арслан (Туреччина)
- 2018: Оюб Тітієв (Росія)
- 2019: Ільхам Тохті (КНР)
- 2020: Луджейн аль-Хазлуль (Саудівська Аравія)
- 2021: Марія Колесникова (Білорусь)[3]
- 2022: Володимир Кара-Мурза (Росія)[4]
- 2023: Осман Кавала (Туреччина)[5]